# Emma Wiklund
Emma Sjöberg (13 de septiembre de 1968 en Estocolmo, Suecia) es una modelo y actriz sueca.
Sjöberg nació y creció en Estocolmo en 1968 y ha desfilado para Thierry Mugler, Christian Lacroix y Lanvin. Actualmente tiene firmado un contrato con Elite Model Managemet y ha aparecido en el videoclip de George Michael: Too Funky junto con otras modelos como Linda Evangelista.
En 1995 comenzó su carrera como actriz y participó en las cuatro entregas de la película Taxi (desde 1998 a 2007), con las que ha ganado reconocimiento en Francia. En cambio, en Suecia es más conocida por presentar un programa de moda en televisión y ser una modelo a nivel mundial.
En 2003 contrajo matrimonio con Hans Wiklund del que adoptó su apellido y con quien tiene una hija y un hijo.
Desde 2007 forma parte de la junta de la cadena de moda sueca Lindex en donde también aparece en sus anuncios.

## Filmografía
- 2007 - Taxi 4
- 2004 - Big Kiss
- 2003 - Taxi 3
- 2000 - Taxi 2
- 2000 - Petite copine (cortometraje)
- 1999 - Rescate explosivo
- 1998 - Taxi
- 1995 - Inferno
- 1992 - Inferno (TV movie)